# Corto Maltese
(Corto Maltese)
Corto Maltese è un personaggio immaginario dei fumetti creato da Hugo Pratt nel 1967 e protagonista dell'omonima serie a fumetti.
La serie comprende 33 storie di varia lunghezza, pubblicate, senza una periodicità fissa, nel corso degli anni da diversi editori, in Italia e in Francia; il personaggio propone un prototipo di un eroe del tutto innovativo e lontano dai canoni dell'eroe classico e l'opera a fumetti della quale è protagonista si caratterizza per i temi adulti e per lo stile, per il contesto storico preciso e documentato e per le notazioni geografiche puntuali e coerenti, con riferimenti dotti e culturali disseminati nell'opera senza appesantire la narrazione e per la profondità della caratterizzazione di tutti i personaggi.
La storia di esordio, Una ballata del mare salato, è ritenuta un classico del genere, un graphic novel ante-litteram che ha fatto scuola. Apprezzato dalla critica e dal pubblico colto sin dagli anni settanta, nel corso degli anni il suo successo popolare è andato costantemente crescendo fino a fargli raggiungere lo status di personaggio cult; dalle sue avventure sono stati tratti negli anni 2000 un film di animazione e una serie animata, oltre a varie trasposizioni teatrali e innumerevoli citazioni in altri fumetti, canzoni, libri. Sono state inoltre organizzate diverse mostre di successo sul personaggio e sul suo autore e gli è stata dedicata una statua a Grandvaux, sul lago Lemano dove Hugo Pratt passò un periodo della sua vita.

## Biografia del personaggio

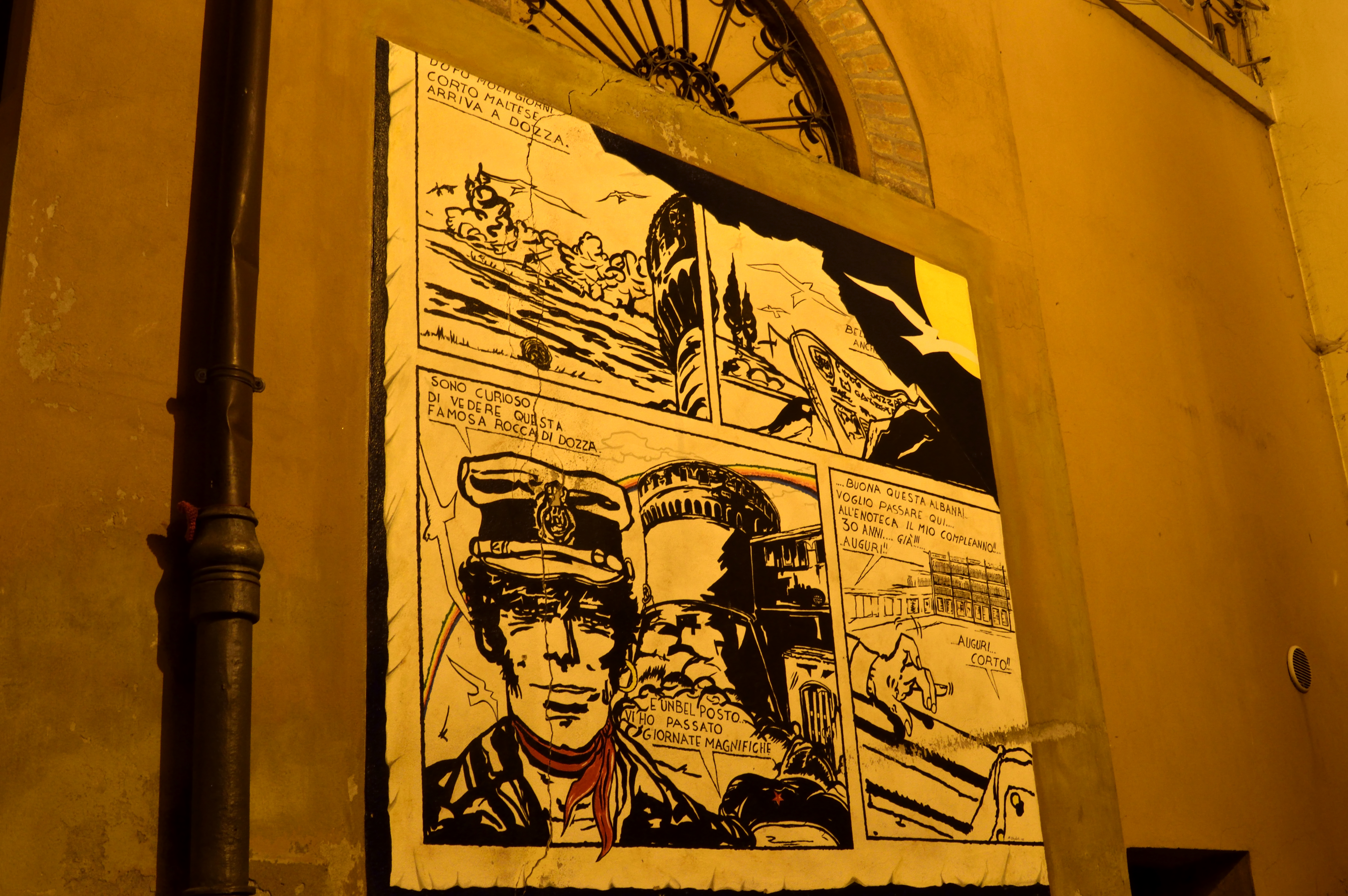
Murales di Corto Maltese a Dozza

La vita di Corto Maltese può essere ricostruita sulla base degli indizi lasciati da Hugo Pratt nelle storie e dalle introduzioni alle stesse. Sono in generale frammentarie e in alcuni casi, casi rari data la profonda meticolosità della ricerca storica compiuta da Pratt, non collimano con la realtà storica. Di professione marinaio, Corto Maltese abbandona rapidamente la vita legale per dedicarsi alla pirateria, sicuramente intorno al 1910. Con amicizie in tutto il mondo, nel mondo criminale come in quello legale, Corto attraversa la storia del primo quarto del ventesimo secolo con distacco, ironia e profonda umanità, schierandosi immancabilmente coi più deboli eppure mantenendo insospettabili amicizie con spietati criminali come Rasputin o Venexiana Stevenson. 
Corto Maltese (il cui nome, come dichiarò Pratt, appartiene all'argot andaluso e significa "svelto di mano") nasce il 10 luglio 1887 a La Valletta, nell'isola di Malta. Il padre è un marinaio inglese di Tintagel in Cornovaglia, nipote di una strega dell'Isola di Man; sua madre è una gitana di Siviglia, detta la Niña di Gibraltar, bellissima, in passato modella del pittore Ingres (che, si dice, si era invaghito di lei). Studia alla scuola ebraica de La Valletta e in seguito a Cordova, dove il rabbino Ezra Toledano, amante della madre, lo inizia ai testi dello Zohar e della Cabbala. Quando, durante la sua permanenza a Cordova, una cartomante si accorge che Corto non possiede la linea della fortuna sulla mano sinistra, Corto Maltese prende un rasoio d'argento di suo padre e se ne incide una da solo. Il primo riferimento sulla sua vita sarebbe un ricordo di Joseph Conrad che ricorderebbe un giovane marinaio di Malta imbarcato come mozzo sulla "Osborn", nave sotto il comando dello scrittore che faceva servizio sulla tratta Australia-Inghilterra. Ciò sarebbe avvenuto nell'ultimo anno di navigazione di Conrad, ovvero nel 1894, quando Corto aveva solo sette anni. A soli 13 anni, nell'anno 1900, lo troviamo in Cina dove assiste e forse partecipa alla Rivolta dei Boxer, secondo un rapporto del Maggiore Okeda, responsabile dell'informazione militare per il Giappone durante la guerra russo-giapponese. Nel 1904 Corto s'imbarca a La Valletta come marinaio sulla Vanità Dorata e inizia i suoi viaggi. Nel 1905 è presente in Manciuria verso la fine della guerra russo-giapponese. Qui incontra il giornalista e scrittore Jack London. Fa la conoscenza anche col personaggio che lo seguirà, volente o nolente, in molte delle sue avventure: Rasputin, allora disertore dell'esercito zarista e assassino senza motivo. È London a presentare Rasputin a Corto Maltese, che sta per imbarcarsi per l'Africa in cerca delle miniere del re Salomone. Nel 1905, assieme a Rasputin, lascia l'Oriente in nave per raggiungere l'Africa sperando di trovare le miniere d'oro della Dancalia, ma, a causa di un ammutinamento, sbarcano in Argentina. Qui Corto e Rasputin incontrano Butch Cassidy e Sundance Kid, i due fuorilegge statunitensi rifugiatisi in Patagonia per sfuggire alle polizie di mezzo mondo. Nel 1906 è ad Ancona, dove incontra un giovane Iosif Stalin, che fa il portiere di notte in un albergo. Nel 1908 torna in Argentina, dove incontra nuovamente l'amico Jack London. Poi, a bordo di diverse navi gira per i sette mari, attraccando, fra l'altro, negli Stati Uniti e in Cina. Nel 1909 Corto sarebbe a Trieste dove, sulla spinta di una lettera del sindacalista e amico Connolly, avrebbe aiutato lo scrittore Joyce a superare la sua timidezza con le donne. Nel 1910 Corto era secondo ufficiale sul cargo bestiame "S.S.Bostonian" sulla tratta da Boston a Liverpool, dove era imbarcato anche il giornalista John Reed. A seguito di un episodio avvenuto sulla nave, Corto riesce a fare assolvere Reed dall'accusa di omicidio ma ciò gli costa la carica e la possibilità di continuare a navigare. Perciò finisce per dedicarsi al contrabbando tra le Antille e il Brasile. In questo lasso di tempo, in un momento e un luogo imprecisato (in qualche avventura mai narrata tra il 1910 e il 1913), conosce lo scrittore inglese Frederick Rolfe, meglio noto come Baron Corvo, il quale, alla sua morte nel 1913, gli lascia una lettera che darà inizio a un'avventura che avverrà nel 1921, nella storia "Favola di Venezia (Sirat Al-Bunduqiyyah)".
In sèguito lui e Rasputin entrano nell'organizzazione del Monaco, misterioso armatore di una flotta pirata nell'Oceano Pacifico. Mentre la tensione tra le potenze europee, tra il 1913 e il 1914, sale, il Monaco entra in contatto coi tedeschi, che in quell'epoca avevano delle colonie nell'Oceano Pacifico, per aiutarli a rifornirsi di carbone e nella loro "guerra di corsa", in caso di scoppio della guerra. In questo contesto, l'equipaggio di Corto Maltese si ammutina e lo abbandona legato su una zattera al largo delle Isole Salomone. Viene ripescato il 1º novembre 1913 dall'imbarcazione dell'amico-nemico Rasputin. Nello stesso giorno vengono salvati da Rasputin anche i due giovani cugini Groovesnore, Pandora e Cain, che vengono fatti prigionieri per ottenere un riscatto dai loro ricchi genitori. Questi avvenimenti, narrati ne "Una ballata del mare salato", avvengono tra il novembre 1913 e il gennaio 1915, ma anche su questa cronologia vi è forse qualche dubbio. Compare un marinaio tedesco, Boëke, che ritroviamo sei anni dopo a Venezia dove è amico di Corto (in "Favola di Venezia") ma qui i due non si conoscono e non è certo che i due Boëke siano proprio lo stesso personaggio. Quanto a Pandora, che si rivelerà essere la figlia illegittima del Monaco, ella sembra provare qualcosa per Corto Maltese, ma alla fine della storia tornerà in Australia dove sposerà un altro uomo. L'amicizia tra i due non cesserà mai, e molti anni dopo sarà proprio Pandora ad accoglierlo presso di sé durante gli anni della sua vecchiaia.
Nel 1916 ritroviamo Corto in Sudamerica e nei Caraibi. Qui ha luogo la serie di storie più lunga, ambientate fra Brasile, Colombia, Belize, Antille, Venezuela e Honduras. E qui conosce tanti personaggi fra cui il giovanissimo Tristan Bantam, sua sorella Morgana, la veggente Bocca Dorata e il professore ceco Steiner. Dal Sudamerica Corto si sposta nel Mare dei Caraibi, dove perde temporaneamente la memoria e si fa chiamare "John Smith". Le avventure caraibiche terminano nel 1917. In Perù nel 1917 Corto apprende che una mappa dell'“Eldorado” si trova a Venezia. Pertanto Corto si sposta in Veneto, dove assiste impotente allo scempio della prima guerra mondiale. Frattanto s'interessa al mistero delle “Sette città di Cibola”, un'ennesima versione del mito dell'Eldorado. In un monastero di Venezia recupera la mappa delle città misteriose, ma si accorge che una sua vecchia conoscenza, Venexiana Stevenson, ha avuto la sua stessa intuizione. Con l'aiuto di soldati di diverse nazioni riesce a recuperare, in un paesino sulla linea del fronte, l'oro del re del Montenegro. Pochi mesi dopo, sempre nel 1917, Corto si sposta in Irlanda. Qui cominciano le quattro avventure, denominate “le Celtiche”, che si svolgono a distanza di pochi giorni, in Irlanda, a Stonehenge e sul fronte franco-tedesco della prima guerra mondiale. Durante le sue avventure, Corto si troverà un'altra volta impegnato in azioni di guerra, ritroverà Cain Groovesnore che gli darà notizie dell'incostante Pandora, confidandogli il sentimento che la cugina ha sempre provato nei confronti del marinaio, e assisterà alla morte del Barone Rosso (21 aprile 1918). Nell'estate del 1918 Corto si trova nello Yemen, incaricato di comandare una nave per conto di un signore della guerra arabo. Incontra Cush, il guerriero dancalo, che lo affiancherà in tutte le vicende in cui verrà coinvolto, fra Yemen, Somalia ed Etiopia. Nell'autunno del 1918 Corto ha raggiunto Hong Kong, dove ha una casa. Ci rimane poco, dato che riparte alla volta della Siberia, passando per la Cina, all'inseguimento di un treno carico d'oro. Questa avventura gli porta via circa due anni. Nell'aprile 1921, tornato dall'Asia, Corto si ferma a Venezia, dove ha numerosi amici fra cui Gambetta d'Argento e suo figlio Boëke (non si sa, appunto, se è lo stesso Boëke che compare brevissimamente in "Una ballata del mare salato"); è spinto qui da una lettera del suo amico (morto otto anni prima) Baron Corvo, che lo incita a trovare il leggendario smeraldo detto "Clavicola di Salomone"; incontra poi, di sfuggita, Gabriele D'Annunzio. Nella magica città lagunare viene coinvolto in una storia altrettanto magica, in cui se la deve vedere con i membri di una misteriosa Loggia Massonica. Nell'autunno del 1921 Corto si trova in Grecia, e più precisamente sull'isola di Rodi. Da qui si imbarcherà per uno dei suoi viaggi più lunghi: destinazione Samarcanda, lungo la mitica Via della seta, ancora una volta alla ricerca di un tesoro, quello di Alessandro il Grande. Corto attraversa ancora una volta l'Atlantico nel 1923; arriva in Argentina dove viene coinvolto in una storia che è quasi un film poliziesco. Deve scoprire che fine ha fatto una sua vecchia amica, Louise. Per farlo si scontra con la polizia locale. L'anno seguente, 1924, Corto è tornato in Europa e intraprende un lungo viaggio attraverso la Svizzera, di nuovo in compagnia del professor Steiner. Qui incontra lo scrittore Hermann Hesse. Nel 1925 è ambientata l'ultima delle avventure di Corto che Hugo Pratt disegna. Corto parte per il Sud America, assieme a Rasputin, alla ricerca del mitico continente sommerso di Atlantide detto anche Mu. Ad Harar insieme al romanziere Henry de Monfried, in un'altra storia di Hugo Pratt della serie Gli scorpioni del deserto, ambientata in Abissinia (dove Pratt soggiornò a lungo) durante la seconda guerra mondiale, compare Cush, il guerriero Beni Amer amico di Corto, il quale racconta ai protagonisti che Corto "sembra sia sparito durante la guerra di Spagna".
Nella prima tavola di Una ballata del mare salato leggiamo, in una lettera datata 16/6/1965 del nipote di Cain Groovesnore, Obregon Carranza, un brano di una lettera di Pandora Groovesnore, scritta diversi anni dopo gli avvenimenti nel Pacifico. La lettera di Pandora narra della morte di "zio Tarao" e di come questa ha fortemente colpito Corto e la famiglia di Pandora, dei quali i due facevano oramai parte.

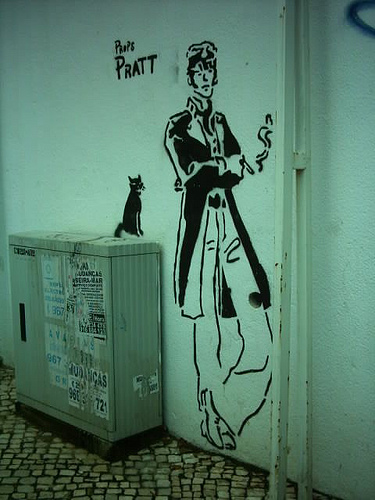
Graffito di Corto Maltese a Lisbona

### Caratterizzazione
Hugo Pratt spiegò la genesi del personaggio di Corto Maltese su Photo 13 nel 1973, affermando che aveva bisogno di un personaggio mediterraneo, ma inserito in una cultura anglosassone in quanto "nella tradizione narrativa anglosassone c'è più fiaba, più leggenda". Optò perciò per un maltese, originario quindi di un luogo dove molte culture si sono incrociate (elemento che sarebbe ritornato utile nella creazione delle varie storie), figlio di una prostituta di Gibilterra e di un marinaio della Cornovaglia.
All'apparenza Corto Maltese mostra di essere un personaggio cinico, individualista ed egocentrico, affermando che non è interessato agli affari altrui e lamentandosi se vi viene coinvolto suo malgrado. Tuttavia, oltre l'ostentato cinismo, la personalità di Corto Maltese è contraddistinta in realtà da lealtà e solidarietà umana. Spesso lo si ritrova ad aiutare gli altri, persino coloro con cui ha rapporti ostili, e per lui uccidere è sempre una decisione "criticamente consapevole": egli uccide, anche in modo deciso, ma solo se la situazione lo richiede. Brunoro nota nel personaggio addirittura una "componente romantica", in contraddizione col suo apparente cinismo. Egli è romantico nella sfera dei sentimenti (non sono rari momenti di scoramento, oppure di tristezza quando deve abbandonare la donna di cui si è innamorato), nella sua humanitas, nello schierarsi dalla parte del più debole e bisognoso d'aiuto quando deve giocoforza partecipare a un conflitto. Ma Brunoro lo definisce "romantico" anche nella vera e propria accezione manualistica del termine, ovvero "quella che vuole il romanticismo come movimento che alimenta la propensione verso l'ignoto, la fiaba, il vago fantasticare fuori dalla realtà". Il critico infatti nota che il "pirata" Corto Maltese è sì spesso alla ricerca di oro, ma di quello di tesori scomparsi e città leggendarie. Questo non perché sia perso in divagazioni ed esaltazioni idealistiche e quindi disancorato dalla realtà - spiega Brunoro - ma perché egli possiede una grande fantasia e una grande curiosità, doti che smascherano il suo apparente cinismo.
Altro aspetto peculiare della personalità di Corto Maltese è l'ironia. Brunoro definisce l'ironia di Corto come "arguzia e distacco"; è un espediente "psicologico" che secondo il critico gli permette di affrontare le avventure in cui - suo malgrado o meno - si ritrova coinvolto. Brunoro nota anche come talvolta l'ironia assuma una funzione catartica rispetto alla carica drammatica accumulatasi in precedenza.
L'aspetto di Corto Maltese è caratteristico: prevalentemente veste all'uso marinaio, con lungo paltò nero della marina, ampi pantaloni bianchi, gilet rosso chiaro, camicia bianca col colletto alzato e una sottile cravatta nera; porta spesso un cappello bianco da marinaio con visiera. Il suo viso è stato vagamente ispirato da quello di Burt Lancaster nel film Il trono nero; ha gli occhi castano chiaro, dal taglio vagamente orientaleggiante, e fitti capelli neri arruffati con lunghe e folte basette, che diventeranno meno evidenti nelle ultime storie. All'orecchio sinistro porta un orecchino ad anello (simbolo di appartenenza alla marina mercantile e simbolo anarchico ricorrente nei primi anni del XX secolo). È alto 1,83 e ha un fisico asciutto e agile.

### Comprimari
- Rasputin
- Pandora Groovesnore
- Bocca Dorata
- Jeremiah Steiner
- Cush
- Venexiana Stevenson

## Storia editoriale
Il personaggio esordì nel 1967 sul primo numero della rivista Sgt. Kirk edita dalla Florenzo Ivaldi Editore. Fu Stelio Fenzo a fare incontrare Ivaldi, appassionato di fumetti e ammiratore di Hugo Pratt con l'autore; dall'incontro nacque il progetto della casa editrice. Per la nuova rivista Sgt. Kirk Pratt creò il personaggio e realizzò la prima storia, Una ballata del mare salato, che verrà pubblicata a puntate fino alla conclusione nel n. 20 della rivista nel febbraio 1969. Questa prima storia fu successivamente ristampata sempre a puntate anche sul Corriere dei Piccoli nel 1971 mentre la prima edizione in un volume unico è del 1972, edita da Mondadori. L'esperienza genovese termina nel 1969 con la chiusura della rivista.
Nell'anno successivo Pratt iniziò a creare nuovi racconti brevi con il personaggio come protagonista per la rivista francese Pif Gadget sulla quale esordì il 3 aprile 1970 nel n. 1296 con il racconto Il segreto di Tristan Bantam; la collaborazione durò tre anni e terminò nel 1973 quando venne pubblicato sul n. 1455 il racconto Leopardi, l'ultimo destinato al periodico francese. Le ventuno storie apparse sul settimanale francese furono poi raccolte in vari albi negli anni successivi e poi pubblicate negli anni ottanta in Italia dalla rivista Corto Maltese. Tali storie furono poi raccolte in vari albi negli anni successivi.
Chiusa l'esperienza con Pif Gadget Pratt lavorò al racconto lungo Corte sconta detta arcana, che venne pubblicato sulla rivista mensile italiana Linus dal 1974 al 1977 e raccolta in volume per la prima volta nel 1977 dalla Milano Libri.
Nel frattempo a metà degli anni 1970 Hugo Pratt aveva stretto grande amicizia con il giovane Lele Vianello che, assorbiti la tecnica e lo stile del grande fumettista, diventò suo braccio destro collaborando graficamente alle sue opere. Altri collaboratori storici di Pratt in questo periodo, che contribuirono alle storie di Corto Maltese, furono il disegnatore Guido Fuga (per le architetture, i veicoli e i dettagli tecnici) e le coloriste Anne Frognier (all'epoca sua moglie), Mariolina Pasqualini (a cui Pratt si ispirò per il personaggio di Venexiana Stevenson) e, dagli anni 1980, Patrizia Zanotti, che ne divenne la principale collaboratrice insieme a Marco Steiner.
Il lavoro seguente fu Favola di Venezia (Sirat al Bunduqiyyah), pubblicato nel 1977 sulla rivista L'Europeo dai nn. 21-22 fino al n. 51; due anni più tardi la storia fu pubblicata per la prima volta in un unico albo dall'editore Milano Libri.
Nel frattempo Bompiani pubblicò la prima edizione degli albi Le etiopiche e Le celtiche, rispettivamente nel 1979 e nel 1980. Nel primo, con prefazione firmata da Umberto Eco, furono raccolti i racconti Nel nome di Allah misericordioso e compassionevole, L'ultimo colpo, ...e di altri Romei e di altre Giuliette e Leopardi; nel secondo furono raccolte le storie Concerto in O' minore per arpa e nitroglicerina, Sogno di un mattino di mezzo inverno e Burlesca e no tra Zuydcoote e Bray-Dunes.
Agli inizi degli anni ottanta Pratt cominciò a lavorare al racconto lungo La casa dorata di Samarcanda, ma la pubblicazione ebbe una storia editoriale piuttosto travagliata: le prime due tavole a colori vennero pubblicate in anteprima su Imaginaria 1 il 30 maggio 1980 per poi continuare la pubblicazione prima su À suivre (1980/1981), poi su Linus (dal n. 10 dell'ottobre 1981 al n. 3 del marzo 1983), rimanendo in entrambe le occasioni incompiuta. Fu ripresa sul primo numero della neonata rivista Corto Maltese nel 1983 per concludersi nel n. 4 dell'aprile 1985.
Nel frattempo, in attesa di terminare la storia precedente, Pratt aveva iniziato un racconto sul giovane Corto Maltese: il 5 maggio 1981 iniziò la pubblicazione de La giovinezza su Le matin de Paris, terminata il 1º gennaio 1982, mentre la prima uscita a colori comparve nel n. 1 de L'Eternauta nel marzo 1982 e terminò nel n. 9 del novembre dello stesso anno. Milano Libri pubblicò la storia in un unico albo a colori nel 1985.
Gli ultimi tre racconti scritti da Pratt comparvero tutti sulla rivista Corto Maltese: Tango (Tango... y todo a media luz) fu pubblicato dal n. 6 del giugno 1985 al n. 5 del maggio 1986, Le elvetiche "Rosa Alchemica" fu pubblicato nel 1987 dal n. 3 al n. 8 e l'ultimo episodio della serie, Mū - la città perduta, fu pubblicato dal n. 12 del dicembre 1988 al n. 6 del giugno 1989 e dal n. 1 al n. 9 del 1991. Le rispettive prime edizioni in volume unico di questi tre racconti furono pubblicate da Rizzoli/Milano Libri rispettivamente nel 1988, nel 1989 e nel 1992.
Agli inizi degli anni novanta furono pubblicati da Rizzoli/Milano Libri le prime edizioni degli albi Suite caribeana (contenente i racconti Il segreto di Tristan Bantam, Appuntamento a Bahia e Samba con Tiro Fisso) e Il mare d'oro (contenente Un'aquila della giungla, ...e riparleremo dei gentiluomini di fortuna e Per colpa di un gabbiano), entrambi a colori. Dal 1993 la casa editrice Lizard, fondata dallo stesso Pratt insieme ai suoi collaboratori Patrizia Zanotti e Marco Steiner, è l'editore esclusivo italiano di Corto Maltese e di tutte le opere di Hugo Pratt. Nel corso degli anni l'editore ha ripubblicato tutte le storie del marinaio, in vari formati e in edizione integrale e definitiva, spesso ricolorate e arricchite da testi e acquarelli originali.
Dopo Mū, il "maestro di Malamocco" – come lo definì Oreste Del Buono – aveva in mente un altro capitolo per la saga che sarebbe stato la continuazione de La giovinezza del 1981, nella quale si narrava una parte dell'adolescenza del protagonista; di questa ultima opera sono state ritrovate tredici strisce, con dialoghi solo abbozzati, scoperte dalla figlia Silvina nel 2005 e pubblicate due anni più tardi.
Con la morte di Hugo Pratt, avvenuta a Losanna nel 1995, Mū resterà l'ultima avventura di Corto scritta dal suo autore.

### Dopo Hugo Pratt
Poco prima di morire Pratt non aveva escluso la possibilità che alcuni autori potessero proseguire le avventure di Corto Maltese. In un'intervista del 1987, quando gli fu chiesto di indicare possibili "eredi" adatti a proseguire le avventure di Corto, nominò i colleghi Lele Vianello (suo collaboratore) e Milo Manara. Venti anni dopo la sua morte la Cong SA – società fondata da Pratt che ha l'esclusivo controllo della sua opera – decise di proseguire la realizzazione delle storie del personaggio, affidandone l'incarico allo sceneggiatore Juan Díaz Canales e al disegnatore Rubén Pellejero. Nel 2015 venne così pubblicato da Rizzoli Lizard il trentesimo episodio, dal titolo Sotto il sole di mezzanotte, il primo a non essere firmato dal suo creatore.
La trentunesima storia, anch'essa realizzata da Canales e Pellejero, è intitolata Equatoria e viene pubblicata in anteprima su La Repubblica in dieci puntate quotidiane dal 4 al 13 agosto 2017 e subito dopo edita da Rizzoli Lizard in volume unico. Gli stessi autori firmano due anni dopo Il giorno di Tarowean, trentaduesimo episodio di Corto Maltese, uscito nell'ottobre 2019 sempre per Rizzoli Lizard, che costituisce una sorta di prequel di Una ballata del mare salato. Nel 2022 viene pubblicato Notturno berlinese sempre ad opera degli stessi autori.
Il 1 settembre 2021, è stato pubblicato da Cong Oceano nero, la trentatreesima avventura di Corto Maltese, scritta da Martin Quenehen e disegnata da Bastien Vivès che segue un percorso parallelo alle storie canoniche ed è ambientata nel XXI secolo.
È stato inoltre annunciato un secondo capitolo sempre a cura del duo francese e un quarto capitolo scritto e disegnato da Canales e Pellejero.

### Romanzi
Marco Steiner, già collaboratore di Pratt alla Lizard, rispettivamente nel 2014 e nel 2015 pubblica i romanzi Corvo di pietra e Oltremare, che narrano le avventure del giovane Corto Maltese.

## Stile narrativo
L'opera fumettistica di Pratt, anche e soprattutto per quanto riguarda la saga Corto Maltese, è caricata da una consistenza letteraria: grazie a un particolare progresso stilistico e tematico si possono definire le sue opere con l'espressione "letteratura disegnata", coniata dallo stesso autore veneziano. Nel proseguire della sua carriera infatti i fumetti di Pratt assumono sempre di più i connotati del romanzo.
Gianni Brunoro osserva come già nel 1967 la Ballata del mare salato consista nel primo esempio assoluto italiano di romanzo a fumetti in cui si possono evidenziare gli elementi che lo possono categorizzare come un vero e proprio romanzo, un'opera letteraria, corredato però da illustrazioni e disegni. Innanzitutto, come un'autentica opera letteraria, la Ballata non si basa su una vaga ambientazione alla stregua dei fumetti classici, ma su una precisa realtà storica (l'inizio del XX secolo), e di questa ambientazione vengono sottolineati gli aspetti politici, sociali, economici e umani. Inoltre nella Ballata l'autore effettua un'analisi introspettiva della psicologia dei vari personaggi. Infine l'opera si presenta come un racconto corale caratterizzato da grande equilibrio narrativo dove tutti i personaggi hanno spazio e nessuno prevarica l'altro, nemmeno lo stesso Corto Maltese, come in una matura opera letteraria (il marinaio maltese diventerà unico protagonista solo dalla ripresa della saga sulla rivista Pif Gadget).
L'esigenza di dare autorità letteraria al fumetto porta Pratt a cambiamenti tematici e stilistici che si notano soprattutto a partire da Favola di Venezia. Da una parte il disegno si fa sempre più scarno ed essenziale, ma non meno espressivo; dall'altro la componente testuale diviene sempre più ricca con notizie storiche, riferimenti e la trattazione di temi importanti dai risvolti umani, sociali, letterari e misterico-esoterici (come la massoneria o l'immortalità). Le storie acquistano sempre più caratteristiche appartenenti al genere del romanzo avvicinandosi agli odierni graphic novel.
L'integrazione tra letteratura e fumetto e la nobilitazione di quest'ultimo divennero il primo e unico scopo dei suoi ultimi anni di carriera. È in questo processo che si inserisce la trascrizione in romanzo della Ballata del mare salato (1995) e di Corte sconta detta arcana (1996).

## Storie realizzate da Hugo Pratt
Corto Maltese è apparso in ventotto storie realizzate dal suo creatore Hugo Pratt dal 1967 al 1988 (Mū). Tra parentesi sono indicati la testata e l'anno della prima pubblicazione; nei racconti apparsi a puntate è indicato l'anno di inizio e quello di conclusione.
1. Una ballata del mare salato (rivista Sgt. Kirk, 1967-1969)
2. Il segreto di Tristan Bantam (rivista Pif Gadget, 1970)
3. Appuntamento a Bahia (rivista Pif Gadget, 1970)
4. Samba con Tiro Fisso (rivista Pif Gadget, 1970)
5. Un'aquila nella giungla (rivista Pif Gadget, 1970)
6. ...e riparleremo dei gentiluomini di fortuna (rivista Pif Gadget, 1970)
7. Per colpa di un gabbiano (rivista Pif Gadget, 1970)
8. Teste e funghi (rivista Pif Gadget, 1970)
9. La conga delle banane (rivista Pif Gadget, 1971)
10. Vudù per il presidente (rivista Pif Gadget, 1971)
11. La laguna dei bei sogni (rivista Pif Gadget, 1971)
12. Nonni e fiabe (rivista Pif Gadget, 1971)
13. L'angelo della finestra d'Oriente (rivista Pif Gadget, 1971)
14. Sotto la bandiera dell'oro (rivista Pif Gadget, 1971)
15. Concerto in O' minore per arpa e nitroglicerina (rivista Pif Gadget, 1972)
16. Sogno di un mattino di mezzo inverno (rivista Pif Gadget, 1972)
17. Côtes de nuit e rose di Piccardia (rivista Pif Gadget, 1972)
18. Burlesca e no tra Zuydcoote e Bray-Dunes (rivista Pif Gadget, 1972)
19. Nel nome di Allah misericordioso e compassionevole (rivista Pif Gadget, 1972)
20. L'ultimo colpo (rivista Pif Gadget, 1972)
21. ...e di altri Romei e di altre Giuliette (rivista Pif Gadget, 1973)
22. Leopardi (rivista Pif Gadget, 1973)
23. Corte Sconta detta Arcana (rivista Linus, 1974-1977)
24. Favola di Venezia (rivista L'Europeo, 1977)
25. La casa dorata di Samarcanda (riviste Linus (prima parte) e Corto Maltese (seconda parte), 1980-1985)
26. La giovinezza (quotidiano Le matin de Paris, 1981-1982)
27. Tango (... y todo a media luz) (rivista Corto Maltese, 1985-1986)
28. Le Elvetiche: Rosa Alchemica (rivista Corto Maltese, 1987)
29. Mū - la città perduta (rivista Corto Maltese, 1988-1991)

## Storie realizzate da altri autori
Dopo la morte dell'autore sono state realizzate:
1. Sotto il sole di mezzanotte, di Juan Díaz Canales e Rubén Pellejero (volume Rizzoli Lizard, 2015)
2. Equatoria, di Juan Díaz Canales e Rubén Pellejero (quotidiano La Repubblica, 2017)
3. Il giorno di Tarowean, di Juan Díaz Canales e Rubén Pellejero (volume Rizzoli Lizard, 2019)
4. Oceano nero, di Martin Quenehen e Bastien Vivès (volume Cong SA, 2021)
5. Notturno berlinese di Juan Díaz Canales e Rubén Pellejero (volume Rizzoli Lizard, 2022)
6. La regina di Babilonia, di Martin Quenehen e Bastien Vivès (volume Cong SA, 2023)
7. La linea della vita, di Juan Díaz Canales e Rubén Pellejero (volume Rizzoli Lizard, 2024)
8. L'isola di ieri, di Martin Quenehen e Bastien Vivès (volume Cong SA, 2025)

## Altri media

### Televisione
- Nel 1977, all'interno della trasmissione SuperGulp!, vennero trasmesse quattro riduzioni delle avventure di Corto Maltese. Si trattava di immagini statiche tratte dal fumetto, ricolorate e completate da semplici effetti visivi e sonori, con i testi delle nuvolette e dei riquadri letti da attori. L'adattamento e la regia erano di Secondo Bignardi e le musiche di Franco De Gemini. Questi i titoli dei quattro episodi: Cangaceiros (tratto da Samba con Tiro Fisso), La laguna dei bei sogni, Il Barone Rosso (tratto da Côtes de Nuits e rose di Piccardia), Sogno di un mattino di mezzo inverno.[79]
- Corto Maltese (2002): serie animata, coproduzione italo-francese di 22 episodi da 22 minuti.[80]
- Nel 2022 viene annunciata la produzione di una serie tv live action su Corto Maltese prodotta dalla francese Studio Canal, con Frank Miller come ideatore, sceneggiatore e produttore esecutivo e con gli effetti speciali curati da Phil Tippett.  La prima stagione avrà almeno sei episodi di un'ora ciascuno, ispirati alle prime avventure caraibiche di Corto ma con necessarie variazioni di sceneggiatura.[81][82][83]

### Cinema
- Corto Maltese - Corte Sconta detta Arcana (Corto Maltese - La cour secrète des Arcanes), diretto da Pascal Morelli, lungometraggio d'animazione del 2002. Il film, una coproduzione franco-italiana-lussemburghese, dura 92 minuti ed è stato realizzato insieme alla serie televisiva animata dallo stesso staff creativo. Vi hanno lavorato 400 persone, che hanno prodotto più di 500 000 disegni, e ha richiesto 5 anni di lavoro.[84]
- Nel 2018 viene annunciata la produzione di un film dedicato a Corto Maltese, tratto anch'esso dalla storia Corte Sconta detta Arcana. La pellicola, prodotta da Davis Films e TriPictures, avrebbe dovuto essere diretta dal francese Christophe Gans e interpretata da Tom Hughes nei panni di Corto, James Thierrée in quelli di Rasputin e Milla Jovovich in quelli della duchessa Semenova.[85][86][87] Nel giugno 2019 la produzione del film viene sospesa per non meglio precisati motivi legali.[88][89][90]

### Teatro
- Nel 1982 Alberto Ongaro e Marco Mattolini, con la collaborazione dello stesso Pratt, realizzarono uno spettacolo teatrale su Corto Maltese, la prima fu al teatro La Fenice di Venezia, le musiche curate da Paolo Conte, Gerardo Amato nella parte di Corto, Athina Cenci nella parte di Bocca Dorata.
- Nel 2002 un secondo spettacolo musicale, sempre con musiche di Paolo Conte, riadatta il racconto Venezia degli Arcani con Gioele Dix nella parte di Corto, per la regia di Giorgio Gallione.

### Narrativa
- Hugo Pratt scrisse per Einaudi due romanzi tratti dalle avventure di Corto Maltese, Una ballata del mare salato[91] (1995) e Corte Sconta detta Arcana[92] (1996), quest'ultimo pubblicato postumo e terminato da Marco Steiner. Qualche anno prima Pratt aveva pubblicato Aspettando Corto, un'autobiografia in cui nonostante il titolo non compare il suo personaggio.[93]
- Marco Steiner, collaboratore di Pratt, ha pubblicato con l'editore Sellerio due romanzi con protagonista Corto Maltese: nel 2014 il romanzo Il corvo di pietra,[94] in cui sono narrate le prime esperienze del giovane Corto Maltese;[54] nel 2015 un secondo libro dal titolo Oltremare.[95] In precedenza aveva pubblicato il romanzo L'ultima pista, in cui fra i vari personaggi compariva anche Corto Maltese in una sorta di sequel di Tango.[96]

### Podcast
Nel 2023 la Emons realizzò un'audioserie podcast su Corto Maltese dal titolo Corto Maltese - Suite Caribeana, ideato e sceneggiato da Federico Castelli Gattinara, con Alberto Molinari nella parte di Corto.

## Omaggi

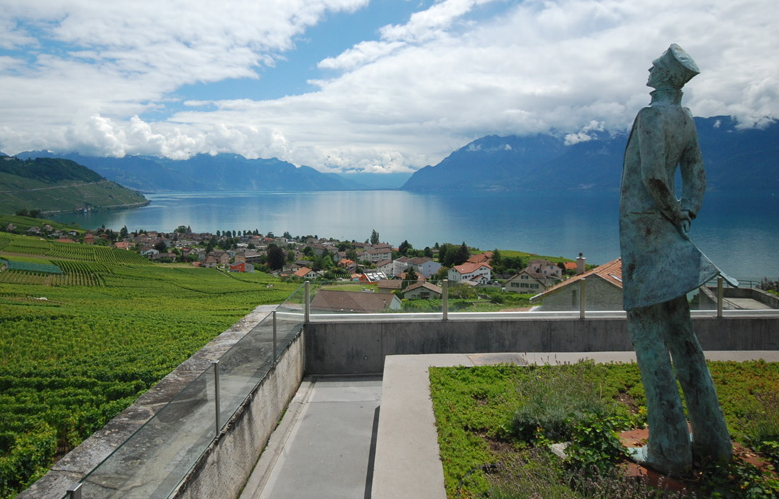
Statua dedicata al personaggio, eretta a Grandvaux

### Statue
- Statua in bronzo raffigurante Corto Maltese (2,5 m, 300 kg), disegnata dallo scultore Livio Benedetti e suo figlio Luc, amici di Pratt; inaugurata il 14 giugno 2004 per la residenza Corto Maltese nel quartiere l'Houmeau ad Angoulême, cittadina sede del più importante festival francese del fumetto;[84][98]
- Statua in bronzo di Corto Maltese[99] (2007) situata a Grandvaux, località svizzera sul lago di Ginevra dove Hugo Pratt passò l'ultimo periodo della sua vita;[9][84] commissionata dal comune e disegnata anch'essa da Livio e Luc Benedetti.

### Toponomastica
- Travessa Corto Maltese, Santa Maria dos Olivais, 1990 Lisbona, Portogallo
- Impasse Corto Maltese, 17730 Port-des-Barques, Francia
- Impasse Corto Maltese, 44300 Nantes, Francia
- Rue Corto Maltese, 27400 Louviers, Francia

### Filatelia
- Francobollo da 850 lire emesso da Poste italiane nel 1996 disegnato da R. Morena;[100]
- Francobollo da 800 lire emesso nel 1997 da San Marino all'interno di una serie di francobolli sui fumetti.[101]

## Influenza culturale

### Fumetti
- Il ritorno del Cavaliere Oscuro (di Frank Miller del 1985): Corto Maltese è il nome di un'isola al centro di un incidente non dissimile da quello della crisi dei missili di Cuba. La scelta del nome è apparentemente un inside joke poiché Miller ha affermato di essere un grande ammiratore dell'opera di Pratt. L'isola è stata poi menzionata in altri fumetti DC Comics. La prima edizione italiana di questa storia è stata pubblicata proprio sulla rivista Corto Maltese della Milano Libri.
- Batman (film di Tim Burton del 1989): la stessa isola di Corto Maltese del fumetto di Miller viene citata anche qui.
- Arrow (serie televisiva americana): la terza puntata della terza stagione è intitolata "Corto Maltese", sempre in riferimento all'isola inventata da Frank Miller.
- Topo Maltese, una ballata del topo salato (storia a fumetti pubblicata sulla rivista Topolino nel 2017): Topolino nei panni di Corto Maltese in un omaggio al marinaio e alla sua prima avventura in occasione dei 50 anni della pubblicazione della stessa, per i testi di Bruno Enna e i disegni di Giorgio Cavazzano.[102]
- The Suicide Squad - Missione suicida (film di James Gunn del 2021): riprendendo dal film di Burton, il regista Gunn ha ambientato il suo film nell'isola di Corto Maltese.

### Narrativa
- L'isola del giorno prima (romanzo di Umberto Eco del 1994): nel capitolo 19 compare per poche pagine un personaggio secondario in cui si riconosce la figura di Corto Maltese, citando al contempo anche il suo autore Hugo Pratt: durante lo svolgimento del romanzo ulteriori particolari aggiungono un particolare tributo al personaggio.[103]

### Musica
- Jacky Chalard dedica una canzone al personaggio nell'album Je suis vivant mais j'ai peur di Gilbert Deflez del 1974[senza fonte]
- Nella sua canzone Mari del Sud (dall'album omonimo del 1982) Sergio Endrigo cita il personaggio che compare anche sulla copertina dell'album illustrata da Hugo Pratt
- Roby Facchinetti nell'omonimo album del 1984 nella canzone C'era una volta
- I Mau Mau nell'album Viva Mamanera del 1996 hanno dedicato una canzone al personaggio
- Nel 1998 la band Mocogno Rovers ha inciso il brano La ballata del mare salato nell'album La repubblica del folk
- Falce e vinello (Corto Maltese)
- Jairo (La balada de Corto Maltese)
- Il folk singer portoghese Vitorino Salomé ha dedicato a Corto Maltese la canzone Meu querido Corto Maltese
- Alessio Lega cita Corto Maltese come simbolo di libertà nella canzone Avventure di Carta, omaggio al mondo del fumetto
- Jovanotti nel 2011, usa nella canzone Rosso d'emozione dell'album Ora lo stesso incipit de La ballata del mare salato: «Io sono il Pacifico, sono il più grande...»
- La band electro-pop tedesca Brockdorff Klang Labor gli ha dedicato una canzone nell'album del 2012 Die Fälschung der Welt (La falsificazione del mondo)
- Nel 2021 il cantautore Gerardo Balestrieri pubblica "Una ballata del mare salato": un concept album dedicato a Corto Maltese

### Videoclip
- Nel video della canzone Hurrah! di Umberto Tozzi (tratta dall'album omonimo del 1984), l'abbigliamento del cantante è identico a quello di Corto Maltese.

### Pubblicità
- Nel 1985 Corto Maltese fu il testimonial per le scarpe da ginnastica Puma con una breve storia di due pagine di ambientazione maya, apparsa sulla rivista Corto Maltese intitolata Puma, il camminatore celeste.[104]
- Nel 2001-2002 Corto Maltese è stato testimonial per il celebre profumo Eau sauvage di Christian Dior, con un suggestivo primo piano semicoperto, accompagnato dallo slogan Méfiez-vous de l'eau qui dort[105]. Nell'immagine utilizzata, il volto del marinaio è stato riutilizzato da una vignetta delle Elvetiche, il resto è stato ridisegnato dalla colorista di Pratt Patrizia Zanotti.[106]